# Gormsgade
Gormsgade er en gade på Ydre Nørrebro i Mimersgadekvarteret. Gormsgade er en sidegade til Nørrebrogade og ender i Dagmarsgade.
Gaden er opkaldt efter Gorm den Gamle (død ca. 940), den danske konge der havde sæde i Jelling. Navnemæssigt set danner Dagmarsgade, Gormsgade, Thyrasgade og Haraldsgade en lille særgruppe midt i det mytologiske kvarter, da disse fire gader har hentet deres navne specifikt fra den tidlige danske kongeslægt. Gormsgade fik sit navn allerede i 1860. Før dette år kaldtes den i kort tid Aller Ny Bredgade (se Allersgade).
Karréen mellem Gormsgade og Allersgade blev heftigt saneret i 1960'erne. Den oprindelige bebyggelse var højere og meget uens. Det har skabt mere lys og luft og bedre sanitære forhold, men samtidigt er bybilledet nok også blevet lidt mere koldt, ensartet og fattigt. Der er en klar kontrast mellem det nye byggeri med lækre altaner og kedeligt gårdareal, der består af asfalteret parkeringskælder, et par cykelstativer og buske omkring ventilationsrørerne.
I 1960'erne opførtes det store Dagmargårdens Plejehjem på hjørnet af Dagmarsgade. Et halvt århundrede senere var det imidlertid blevet utidssvarende, og det blev derfor revet ned og erstattet af det syvetages "Bryggerhuset" med ungdomsboliger i 2016-18. Bygningen er opkaldt efter brygger Christian Hansen Aller, der har lagt navn til Allersgade.
Gormsgade 9 har tidligere huset bordel, hashklub og et Hells Angels-kontor. I 2000'erne flyttede Mikrogalleriet ind på de 14 kvadratmeter. I det hele taget oplevede Gormsgade i de år en renæssance, der har gjort den trendy med sine små butikker, der sælger thailandsk mad, cykler og bagels. De to hjørnehuse mod Nørrebrogade er tildelt høj bevaringsværdi.